# Стэплтон, Тим
Тимоти Гэбриел Стэплтон (англ. Timothy Gabriel Stapleton; род. 19 июля 1982, Ла-Грейндж, Иллинойс) — американский хоккеист, центральный и правый нападающий немецкого клуба «Ингольштадт».

## Карьера
Выступал за юниорскую команду «Грин-Бей Гэмблерс», команду Университета Миннесоты в Дулуте, ряд клубов НХЛ и АХЛ, а также финский «Йокерит». В составе сборной США участник чемпионатов мира 2011 (7 матчей, 1 передача), 2013 (10 матчей, 2 гола, 3 передачи) и 2014 (8 матчей, 0 голов, 2 передачи) годов.
27 ноября 2016 года заключил контракт до конца сезона с московским «Спартаком», выступающим в КХЛ.
Участник матча звёзд КХЛ (2013).